# Hinterschellenberg
Hinterschellenberg est une localité de Schellenberg, au Liechtenstein.

## Géographie
Hinterschellenberg est situé dans la ville de Schellenberg, à quelques kilomètres de son centre-ville.

## Principaux sites touristiques
Il abrite le monument russe du Liechtenstein. Traduite en français, l'inscription sur le monument se lit comme suit :
Ici, à Hinterschellenberg, dans la nuit du 2 mai 1945, les restes de la « 1re armée nationale russe de la Wehrmacht allemande » sous le commandement du général de division A. Holmston-Smyslowsky, avec environ 500 hommes entièrement équipés, ont traversé la frontière du Grand Reich allemand vers le Liechtenstein. Les premières négociations ont eu lieu à l'auberge « Wirtschaft zum Löwen », qui ont conduit à l'octroi de l'asile par la Principauté de Liechtenstein. Ce fut le seul pays à résister aux demandes d'extradition de l'Union soviétique. Après deux ans et demi, les Russes furent libres de partir vers le pays de leur choix.
Le monument est indiqué sur une carte distribuée par le service d'information touristique du Liechtenstein, disponible gratuitement à Vaduz. L'auberge Wirtschaft zum Löwen est un petit bar juste derrière le monument. La frontière autrichienne se trouve à environ cent mètres au-delà de la pierre commémorative.